# Пакард-Лепер ЛУСАК-11
Пакард-Лепер ЛУСАК-11 (енгл. Packard-LePere LUSAC-11 (Lepère United States Army Combat)) је ловачки авион направљен у САД. Авион је први пут полетео 1918. године. 

Наручено је 28 авиона за РВ САД.
Највећа брзина авиона при хоризонталном лету је износила 220 km/h.
Распон крила авиона је био 12,67 метара, а дужина трупа 7,69 метара. Празан авион је имао масу од 1162 килограма. Нормална полетна маса износила је око 1699 килограма. Био је наоружан са 2 митраљеза Марлин 7,62 мм и два Луис 7,7 мм.

## Наоружање
| Наоружање авиона: Пакард-Лепер Лукас-11 |           |
| Ватрено (стрељачко) наоружање           |           |
| Топ                                     |           |
| Митраљез                                |           |
| Број и ознака митраљеза                 | 2 + 2     |
| Калибар                                 | 7,62, 7,7 |
| Бомбардерско наоружање (бомбе)          |           |
| Ракетно наоружање (ракете)              |           |